# Погосян, Валерий Вагаршакович
Вале́рий Вагарша́кович Погося́н (арм. Վալերի Վաղարշակի Պողոսյան, 25 марта 1944, Ереван) — армянский политический и государственный деятель.

## Биография
- 1961—1966 — учился в Ереванском государственном университете, физический факультет.
- 1969—1972 — аспирантура Ереванского госуниверситета.
- 1974—1990 — заведующий отделением редакции философии и права в главной редакции Армянской энциклопедии.
- 1990—1991 — депутат Верховного Совета Армении, секретарь постоянной комиссии по правовым вопросам.
- 1990—1998 — председатель комиссии по помилованию при президенте Армении.
- 1991—1992 — министр внутренних дел Армении
- 1992—1993 — министр национальной безопасности Армении, руководитель Комитета государственной безопасности Армении.
- 1993—1996 — советник председателя Верховного Совета Армении.
- 1996—2014 — член Конституционного суда Армении.

## Звания
- 1973 — лауреат всесоюзного конкурса молодых ученых
- 1974 — кандидат наук
- 1992 — получил звание генерал-майора.
- 1998 — указом президента получил высшую квалификацию судьи.

## Книги
- 1999 — Идеология и конституция
- 2001 — Краткий словарь конституционных терминов
- 2002 — Права человека: концепции, понятия, подходы
- 2003 — Демократия и право
- 2004 — Политология
- Автор более чем 50 статей, в области прав человека, конституционного права, проблем взаимоотношения политики и права.